# Campeonato Mineiro 2024
In 2024 werd het 110de Campeonato Mineiro gespeeld voor voetbalclubs uit de Braziliaanse staat Minas Gerais. De competitie werd gespeeld van 24 januari tot 7 april en werd georganiseerd door de FMF. Atlético werd kampioen.

## Format
De clubs werden over drie groepen van vier clubs verdeeld. Alle clubs speelden één keer tegen de teams uit de andere twee groepen en niet tegen de teams uit de eigen groep. De vier teams met het beste resultaat, ongeacht de groep, plaatsten zich voor de tweede fase. De drie teams met het slechtste resultaat, ongeacht de groep, speelden een apart degradatietoernooi. De nummers 5 tot en met acht in de stand spelen nog de Troféu Inconfidência. De winnaar hiervan eindigt op de vijfde plaats in het algemeen klassement ongeacht het aantal punten en plaatst zich voor de Copa do Brasil. De finalist wordt zesde en is geplaatst voor de Série D, indien de club niet al in een hogere nationale reeks speelt.

## Eerste fase

### Groep A
| Plaats | Club      | Wed. | W | G | V | Saldo | Ptn. |
| ------ | --------- | ---- | - | - | - | ----- | ---- |
| 1.     | Cruzeiro  | 8    | 6 | 1 | 1 | 15:5  | 19   |
| 2.     | Tombense  | 8    | 4 | 3 | 1 | 15:7  | 15   |
| 3.     | Itabirito | 8    | 2 | 2 | 4 | 8:12  | 8    |
| 4.     | Ipatinga  | 8    | 2 | 1 | 5 | 9:17  | 7    |

### Groep B
| Plaats | Club             | Wed. | W | G | V | Saldo | Ptn. |
| ------ | ---------------- | ---- | - | - | - | ----- | ---- |
| 1.     | Atlético Mineiro | 8    | 4 | 2 | 2 | 14:6  | 14   |
| 2.     | Pouso Alegre     | 8    | 3 | 0 | 5 | 6:15  | 9    |
| 3.     | Uberlândia       | 8    | 2 | 2 | 4 | 7:11  | 8    |
| 4.     | Villa Nova       | 8    | 2 | 2 | 4 | 9:14  | 8    |

### Groep C
| Plaats | Club         | Wed. | W | G | V | Saldo | Ptn. |
| ------ | ------------ | ---- | - | - | - | ----- | ---- |
| 1.     | América      | 8    | 5 | 3 | 0 | 18:2  | 18   |
| 2.     | Athletic     | 8    | 4 | 1 | 3 | 14:10 | 13   |
| 3.     | Patrocinense | 8    | 2 | 2 | 4 | 7:14  | 8    |
| 4.     | Democrata-GV | 8    | 2 | 1 | 5 | 7:16  | 7    |

|  | Gekwalificeerd voor tweede fase          |
|  | Gekwalificeerd voor Troféu Inconfidência |
|  | Deelname degradatietoernooi              |

## Degradatietoernooi
| Plaats | Club            | Wed. | W | G | V | Saldo | Ptn. |   |
| ------ | --------------- | ---- | - | - | - | ----- | ---- | - |
| 1.     | Democrata-GV    | 4    | 3 | 0 | 1 | 13:5  | 9    |   |
| 2.     | Ipatinga        | 4    | 3 | 0 | 1 | 11:7  | 9    |   |
| 3.     | Patrocinense(1) |      | 4 | 0 | 0 | 4     | 0:12 | 0 |

(1): Patrocinenes trok zich op 22 maart terug uit de competitie. Alle wedstrijden werden als een 0-3 nederlaag geteld.
|  | Degradatie naar de tweede klasse |

## Tweede fase
In geval van gelijkspel wint de club met het beste resultaat in de competitie.
|  | halve finale     | halve finale | halve finale | halve finale |  |                  | finale | finale | finale | finale |
|  |                  |              |              |              |  |                  |        |        |        |        |
|  |                  |              |              |              |  |                  |        |        |        |        |
|  | Cruzeiro         | 0            | 3            | 3            |  |                  |        |        |        |        |
|  | Tombense         | 0            | 1            | 1            |  |                  |        |        |        |        |
|  |                  |              |              |              |  | Cruzeiro         | 2      | 1      | 3      |        |
|  |                  |              |              |              |  | Atlético Mineiro | 2      | 3      | 5      |        |
|  | Atlético Mineiro | 2            | 1            | 3            |  |                  |        |        |        |        |
|  | América          | 0            | 2            | 2            |  |                  |        |        |        |        |

## Troféu Inconfidência
In geval van gelijkspel werden strafschoppen genomen, tussen haakjes weergegeven.  
|  | halve finale | halve finale | halve finale | halve finale |  |              | finale | finale | finale | finale |
|  |              |              |              |              |  |              |        |        |        |        |
|  |              |              |              |              |  |              |        |        |        |        |
|  | Uberlândia   | 2            | 0            | 2            |  |              |        |        |        |        |
|  | Athletic     | 2            | 0            | 2            |  |              |        |        |        |        |
|  |              |              |              |              |  | Athletic     | 3      | 3      | 6      |        |
|  |              |              |              |              |  | Pouso Alegre | 1      | 0      | 1      |        |
|  | Itabirito    | 4            | 2            | 6            |  |              |        |        |        |        |
|  | Pouso Alegre | 1            | 5            | 6            |  |              |        |        |        |        |

## Algemeen klassement
| Plaats | Gr. | Club             | Wed. | W | G | V | Saldo | Ptn. |
| ------ | --- | ---------------- | ---- | - | - | - | ----- | ---- |
| 1.     | B   | Atlético Mineiro | 12   | 6 | 3 | 3 | 22:11 | 21   |
| 2.     | A   | Cruzeiro         | 12   | 7 | 3 | 2 | 21:11 | 24   |
| 3.     | C   | América          | 10   | 6 | 3 | 1 | 20:5  | 21   |
| 4.     | A   | Tombense         | 10   | 4 | 4 | 2 | 16:10 | 16   |
| 5.     | C   | Athletic         | 12   | 6 | 3 | 3 | 21:13 | 21   |
| 6.     | B   | Pouso Alegre     | 12   | 4 | 0 | 8 | 13:27 | 12   |
| 7.     | A   | Itabirito        | 10   | 3 | 2 | 5 | 14:18 | 11   |
| 8.     | B   | Uberlândia       | 10   | 2 | 4 | 4 | 11:13 | 10   |
| 9.     | B   | Villa Nova       | 8    | 2 | 2 | 4 | 9:14  | 8    |
| 10.    | C   | Democrata-GV     | 12   | 5 | 1 | 6 | 20:21 | 16   |
| 11.    | A   | Ipatinga         | 12   | 5 | 1 | 6 | 20:24 | 16   |
| 12.    | C   | Patrocinense     | 12   | 2 | 2 | 8 | 7:26  | 8    |

|  | Kampioen, geplaatst voor Copa do Brasil 2025                      |
|  | Vicekampioen, geplaatst voor Copa do Brasil 2025                  |
|  | Uitgeschakeld in halve finale, geplaatst voor Copa do Brasil 2025 |
|  | Winnaar Troféu Inconfidência, geplaatst voor Copa do Brasil 2025  |
|  | Geplaatst voor Série D 2025                                       |
|  | Degradatie naar Módulo II 2025                                    |

### Kampioen
| Campeonato Mineiro de 2024 - Módulo I |
| ------------------------------------- |
| ATLÉTICO MINEIRO 49º Titel            |

1915 · 1916 · 1917 · 1918 · 1919 · 1920 · 1921 · 1922 · 1923 · 1924 · 1925 · 1926 · 1927 · 1928 · 1929 · 1930 · 1931 · 1932 · 1933 · 1934 · 1935 · 1936 · 1937 · 1938 · 1939 · 1940 · 1941 · 1942 · 1943 · 1944 · 1945 · 1946 · 1947 · 1948 · 1949 · 1950 · 1951 · 1952 · 1953 · 1954 · 1955 · 1956 · 1957 · 1958 · 1959 · 1960 · 1961 · 1962 · 1963 · 1964 · 1965 · 1966 · 1967 · 1968 · 1969 · 1970 · 1971 · 1972 · 1973 · 1974 · 1975 · 1976 · 1977 · 1978 · 1979 · 1980 · 1981 · 1982 · 1983 · 1984 · 1985 · 1986 · 1987 · 1988 · 1989 · 1990 · 1991 · 1992 · 1993 · 1994 · 1995 · 1996 · 1997 · 1998 · 1999 · 2000 · 2001 · 2002 · 2003 · 2004 · 2005 · 2006 · 2007 · 2008 · 2009 · 2010 · 2011 · 2012 · 2013 · 2014 · 2015 · 2016 · 2017 · 2018 · 2019 · 2020 · 2021 · 2022 · 2023 · 2024